# Prova
Prova est une ancienne paroisse civile portugaise (en portugais : freguesia) de la municipalité de Mêda dans le district de Guarda.
La loi no 11-A/2013 du 28 janvier 2013, portant réorganisation administrative du territoire des freguesias, fusionne Prova avec la paroisse voisine de Casteição pour former l’União das freguesias de Prova e Casteição (dont le siège est à Prova).